# أنور الجندي
أحمد أنور سيد أحمد الجندي (1917م – 2002م)، هو أديب ومفكّر إسلامي مصري.

## نشأته
ولد «أنور الجندي» عام 1917 بقرية ديروط التابعة لمركز أسيوط بصعيد مصر، ويمتد نسبه لعائلة عريقة عُرفت بالعلم، فجده لوالدته كان قاضياً شرعياً يشتغل بتحقيق التراث، وكان والده مثقفاً يهتم بالثقافة الإسلامية، وكان «أنور» – الذي تسمى باسم «أنور باشا» القائد التركي الذي اشترك في حرب فلسطين والذي كان ذائع الشهرة حينئذ – قد حفظ القرآن الكريم كاملاً في كتاب القرية في سن مبكرة، ثم ألحقه والده بوظيفة في بنك مصر بعد أن أنهى دراسة التجارة بالمرحلة التعليمية المتوسطة، ثم واصل دراسته أثناء عمله، حيث التحق بالجامعة في الفترة المسائية ودرس الاقتصاد وإدارة الأعمال، إلى أن تخرج في الجامعة الأمريكية[ ؟ ] بعد أن أجاد اللغة الإنجليزية التي سعى لدراستها حتى يطلع على شبهات الغربيين التي تطعن في الإسلام.

## مشواره في الكتابة
بدأ «أنور الجندي» الكتابة في مرحلة مبكرة حيث نشر في مجلة أبولو الأدبية الرفيعة التي كان يحررها الدكتور أحمد زكي أبو شادي عام 1933 م، وكانت قد أعلنت عن مسابقة لإعداد عدد خاص عن شاعر النيل حافظ إبراهيم، فكتب مقالة رصينة تقدم بها وأجيزت للنشر، وكان يقول: "ما زلت أفخر بأني كتبت في أبولو وأنا في هذه السن – 17 عاماً – وقد فتح لي هذا باب النشر في أشهر الجرائد والمجلات آنئذ مثل البلاغ وكوكب الشرق والرسالة[ ؟ ] وغيرها من المجلات والصحف".
وتُشَكِّلُ سنة 1940 م علامة فارقة في حياة الأستاذ أنور الجندي، وذلك عندما قرأ ملخصاً عن كتاب «وجهة الإسلام» لمجموعة من المستشرقين، ولفت نظره إلى التحدي للإسلام ومؤامرة التغريب، وهو يصف ذلك بقوله: «وبدأت أقف في الصف: قلمي عدتي وسلاحي من أجل مقاومة النفوذ الفكري الأجنبي والغزو الثقافي، غير أني لم أتبين الطريق فوراً، وكان عليّ أن أخوض في بحر لجي ثلاثين عاماً.. كانت وجهتي الأدب، ولكني كنت لا أنسى ذلك الشيء الخفي الذي يتحرك في الأعماق.. هذه الدعوة التغريبية في مدها وجزرها، في تحولها وتطورها».
وهكذا بدأ «أنور الجندي» بميدان الأدب الذي بلغ اختراقه حداً كبيراً، حيث كان أكثر الميادين غزواً في حينها وأعلاها صوتاً وأوسعها انتشارًا، فواجه قمم هذا الميدان، مثل «طه حسين» و"العقاد[ ؟ ]" و«أحمد لطفي السيد» و«سلامة موسى» و«جرجي زيدان» و«توفيق الحكيم» وغيرهم، وأقام الموازين العادلة لمحاكمة هؤلاء في ميزان الإسلام وصحة الفكرة الإسلامية، فأخرج عشرات الكتب من العيار الفكري الثقيل مثل: «أضواء على الأدب العربي المعاصر»، و«الأدب العربي الحديث في معركة المقاومة والتجمع والحرية»، و«أخطاء المنهج الغربي الوافد»، و«إعادة النظر في كتابات العصريين في ضوء الإسلام»، خص منها «طه حسين» وحده بكتابين كبيرين، هما: «طه حسين وحياته في ميزان الإسلام»، و«محاكمة فكر طه حسين»؛ ذلك لأن «الجندي» كان يرى أن «طه حسين» هو قمة أطروحة التغريب، وأقوى معاقلها، ولذلك كان توجيه ضربة قوية إليه هو قمة الأعمال المحررة للفكر الإسلامي من التبعية، وخلال ذلك كان يتحرى الدقة والإنصاف، فقد جاءت كتاباته الرصينة منصفة في الوقت نفسه لأصحاب الفكرة الإسلامية الصحيحة من أمثال «مصطفى صادق الرافعي» و«علي أحمد باكثير» و«السحار» و«كيلاني» و«محمود تيمور» وغيرهم من أصحاب الفكر المعتدل والأدب الملتزم.

## إسهاماته
وكان الأستاذ «أنور الجندي» باحثاً دؤوباً وذو همة عالية، وهو يقول عن نفسه مبينا دأبه في البحث والاطلاع: "قرأت بطاقات دار الكتب، وهي تربو على مليوني بطاقة، وأحصيت في كراريس بعض أسمائها. راجعت فهارس المجلات الكبرى كالهلال[ ؟ ] والمقتطف والمشرق[ ؟ ] والمنار والرسالة[ ؟ ] والثقافة، وأحصيت منها بعض رؤوس موضوعات، راجعت جريدة الأهرام على مدى عشرين عاماً، وراجعت المقطم[ ؟ ] والمؤيد[ ؟ ] واللواء والبلاغ وكوكب الشرق والجهاد وغيرها من الصحف، وعشرات من المجلات العديدة والدوريات التي عرفتها في بلادنا في خلال هذا القرن، كل ذلك من أجل تقدير موقف القدرة على التعرف على (موضوع) معين في وقت ما".
وقد لقى «الجندي» في طريق جهاده بالكلمة الكثير من العناء والعنت، فقد تعرض للظلم والأذى، فضلاً عن أنه اعتقل لمدة عام سنة 1951م.
وقد أخذ «الجندي» على نفسه وضع منهج إسلامي متكامل لمقدمات العلوم والمناهج، يكون زادًا لأبناء الحركة الإسلامية ونبراساً لطلاب العلم والأمناء في كل مكان؛ فأخرج هذا المنهج في 10 أجزاء ضخمة يتناول فيه بالبحث الجذور الأساسية للفكر الإسلامي التي بناها القرآن الكريم والسنة المطهرة، وما واجهه من محاولات ترجمة الفكر اليوناني الفارسي والهندي، وكيف انبعثت حركة اليقظة الإسلامية في العصر الحديث من قلب العالم الإسلامي نفسه – وعلى زاد وعطاء من الإسلام - فقاومت حركات الاحتلال والاستغلال والتغريب والتخريب والغزو الفكري والثقافي.. ويذكر أن هذه الموسوعة الضخمة تعجز الآن عشرات المجامع ومئات المؤسسات والهيئات أن تأتي بمثلها، أو بقريب منها، وكان للقائه بالشيخ «حسن البنا» أثر في إخراج تلك الموسوعة.
كذلك كانت من القضايا الرئيسية التي شغلت حيزاً كبيراً من فكره، هي قضية تحكيم الشريعة الإسلامية، حيث كان يقول: «أنا محام في قضية الحكم بكتاب الله، ما زلت موكلاً فيها منذ بضع وأربعين سنة»، وقد صنف «الجندي» ما يربو على مائتي كتاب وأكثر من ثلاثمائة رسالة في مختلف قضايا المعرفة والثقافة الإسلامية، ومن أهم كتبه: «أسلمة المعرفة»، و«نقد مناهج الغرب»، و«الضربات التي وجهت للأمة الإسلامية»، و«اليقظة الإسلامية في مواجهة الاستعمار»، و«أخطاء المنهج الغربي الوافد»، و«تاريخ الصحافة الإسلامية»، ومن إسهاماته أيضا كتاب «الصحافة والأقلام المسمومة» http://saaid.net/book/open.php?cat=&book=5114 الصادر عن دار الاعتصام لعام 1980م وفيه يحمل على منهج بعض الصحف المصرية في نشر ما أسماه«منهج زعزعة أسس المجتمع الإسلامي» في الفترة ما بين نكبة 1948م ونكسة 1967م كما يتضح من عنوان الكتاب الفرعى وكان آخر كتبه هو كتاب «نجم الإسلام لا يزال يصعد»، وقد أوصى قبل وفاته بأن يتم تصنيف كتبه ومكتبته كلها، ثم دفعها لمؤسسة إسلامية تقوم بطرح هذه المكتبة للجمهور من القراء والباحثين للاستفادة منها، وقد شدد على أن كل تراثه الفكري يجب أن يكون وقفاً للمسلمين.

## تكريمه
وقد حصل الأستاذ «الجندي» على جائزة الدولة التقديرية عام 1960، وشارك في العديد من المؤتمرات الإسلامية التي عقدت بعواصم العالم الإسلامي في الرياض والرباط والجزائر ومكة المكرمة والخرطوم وجاكرتا. كما حاضر في عدد من الجامعات الإسلامية مثل جامعة الإمام محمد بن سعود، والمجمع اللغوي بالأردن.
ومع كل هذا الجهد والنبوغ الذي جعله يتبوأ مكانة مرموقة بين كبار المفكرين والمدافعين عن الإسلام، إلا أنه كان زاهداً في الشهرة والأضواء وعاش رجلاً بسيطاً لا يعرف الثراء ولا الترف في المسكن أو الملابس وغير ذلك من أمور الحياة، وكان مع ذلك عفيفاً لا يقبل شيئا على محاضراته وأفكاره، بل حتى الجوائز التقديرية كان يرفضها ويأباها، وكان عندما يسئل عن ذلك يقول: «أنا اعمل للحصول على الجائزة من الله ملك الملوك»؛ ولهذا كان زاهداً في الأضواء وفي الظهور، ولم يكن يحبذ اللقاءات التلفزيونية أو الفضائية، وكان كل همه التأليف، وكان يدعو ربه دائماً بأن يعطيه الوقت الذي يمكنه من كتابة ما يريد؛ ولذلك فإن مشاركاته في الفضائيات كانت قليلة جداً تكاد تقتصر على بعض التسجيلات في أبوظبي والرياض.

## وفاته
وفي مساء الاثنين 13 ذي القعدة سنة 1422 هـ الموافق 28 يناير 2002م تُوفي أنور الجندي عن عمر يناهز 85 عاماً قضى منها في حقل الفكر الإسلامي قرابة 70 عامًا يقاتل من أجل الحفاظ على الهوية الإسلامية الأصيلة ورد الشبهات الباطلة والأقاويل المضللة وحملات التغريب والغزو الفكري، ف.

## قالوا عنه
- قال عنه الكاتب جمال سلطان:

عندما ذهبت مع صديق، قبل سنوات، لتقديم واجب العزاء لأسرة فقيد الإسلام الكبير الأستاذ أنور الجندي في بيته الكائن بمنطقة " الطالبية[ ؟ ] " أحد الأحياء الشعبية الفقيرة في القاهرة، كانت صورة هائلة تستحوذ على خيالي وفكري، صورة المفكر الكبير الذي أثري المكتبة العربية والإسلامية بأكثر من مائتي كتاب، أكرر، مائتي كتاب، في الأدب العربي والفكر الإسلامي وقضايا التغريب والأصالة والدفاع عن هوية الأمة وشخصيتها التاريخية وحضارتها ودينها، وبقدر هذه الهالة الكبيرة التي كانت تستحوذ على ذهني وتستغرقني بقدر المفارقة عندما دخلنا إلى بيته شديد التواضع في ذلك الحي الشعبي، وهو بيت قديم متهالك، لا تحس فيه أية مسحة من الترف، حتى أن ابنته الوحيدة قالت لنا إن الأستاذ أنور لم يكن لديه حتى سخان للمياه، على كبر سنه وشدة برد الشتاء في مصر، وكان من عجائب ما سمعناه منها أن هذا الشيخ الغارق في بحر من الكتب وأكوام الصحف والمجلات، كان يحرص كل صباح على أن يعد بنفسه «سندويتشات» حفيدته ثم يصحبها للمدرسة القريبة، ثم يشتري لأسرتها احتياجاتها اليومية من الأسواق والبقالات المجاورة، ثم يعود إلى مكتبه ليواصل رحلة عطائه، أعجب من ذلك ما حكته وبعض جيرانه عن أن الرجل كان يخرج لصلاة الفجر، وأحيانا كان يجد خط الماء وقد تعطل وانقطعت المياه عن المنطقة، فيحمل معه أوعية للماء «جراكن» ويملؤها ثم يضعها أمام باب كل جار، ويقول لابنته عندما تعاتبه «إن الله سائلني عن هؤلاء»، ذكرتني هذه الواقعة بحديث جرى بيني وبين الأستاذ حسن عاشور صاحب مكتبة الاعتصام أحد أبرز ناشري كتب أنور الجندي، قال: عاتبت الأستاذ أنور ذات يوم لأنه تأخر عن موعده معي في المكتبة الكائنة بوسط القاهرة، فاعتذر الرجل بأنه لا يقوى على ركوب الحافلة العمومية «الأوتوبيس» أثناء عودتها من الهرم باتجاه وسط القاهرة لشدة زحامها وضعف صحته عن المزاحمة، فيضطر لركوبها في الاتجاه الآخر قرب نهاية الخط لكي يتسنى له الجلوس وينتظرها حتى تعود، يقول الرجل: كان أنور الجندي يتزاحم في الحافلات العمومية بينما هناك صبية صغار من المحسوبين على الصحافة والقلم يمرحون في شوارع القاهرة بأحدث السيارات، رحم الله أنور الجندي، كان منقطعا للعلم والعمل والزهد والتقرب إلى الله، تقول ابنته انها كانت عندما تقع عينها على صحيفة أو مجلة تتحدث عنه وتثني عليه فتهرع إليه بالجريدة مستبشرة، تجده يشيح عنها ويقول: دعك من هذه «القشور» التي تضيع الوقت والبركة، كان الرجل فقيرا لا عن عجز وإنما عن زهد وقناعة، حتى أنه كان يوزع الجوائز التي يحصل عليها من بعض أعماله على فقراء منطقته، رغم أنه منهم، وأنور الجندي بميزان الفكر والقلم أحد أهم أعلام الفكر العربي في القرن العشرين، وإن كانت الصحافة، خاصة المؤدلجة، المهيمنة على زوايا الفكر والثقافة ومنابرها في العالم العربي حاولت قبره في حياته كما تجاهلته بعد رحيله، منذ أكثر من خمسة وستين عاما عرفت الصحافة العربية قلم أنور الجندي الأديب والمفكر والكاتب، وعلى مدار هذه السنين الطويلة تواصل عطاء الرجل، ومثل سجلا رائعا لمعارك الفكر والأدب في القرن العشرين، كما مثل ثورة في الوعي العربي تجاه مرحلة النهضة وروادها وأفكارها وتياراتها، الأمر الذي أهاج عليه هجمات المتغربين لأنه كشف حقائق كانوا يظنونها لا تكشف، وأنور الجندي الذي حصل على جائزة الدولة التقديرية عام 1960، مثل في مرحلة السبعينات والثمانينات من القرن العشرين كتيبة فكرية كاملة العتاد والسلاح في وجه تيارات التغريب، وما زلت أذكر أن كتبه ورسائله التي أخرجها في ذلك الوقت كانت تمثل زادا متجددا يحمي عقولنا ـ نحن أبناء ذلك الجيل ـ من التيه وتزييف الوعي، وكانت من غزارتها أشبه بمجلة أسبوعية، فانتقل بنا نقلة بعيدة، جعلتنا أكثر جرأة في إعادة النظر تجاه رموز أريد لها أن تكون أوثانا فكرية غير قابلة للنقد أو المراجعة، وبكلمة واحدة فكل مشتغل بالفكر الإسلامي في نصف القرن الأخير في مصر تحديدا هم «عيال» على أنور الجندي، ي.
- وبعد وفاته كتب الشيخ الدكتور يوسف القرضاوي فيه:

علمت بالأمس القريب فقط أن الكاتب الإسلامي المرموق الأستاذ أنور الجندي قد وافاه الأجل المحتوم، وتُوفي، منذ يوم الإثنين 28 يناير 2002م، بلغني ذلك أحد إخواني، فقلت: يا سبحان الله، يموت مثل هذا الكاتب، المعروف بغزارة الإنتاج، وبالتفرغ الكامل للكتابة والعلم، والذي سخر قلمه لخدمة الإسلام وثقافته وحضارته، ودعوته وأمته أكثر من نصف قرن، ولا يعرف موته إلا بعد عدة أيام، لا تكتب عنه صحيفة، ولا تتحدث عنه إذاعة، ولا يعرِّف به تلفاز. كأن الرجل لم يخلف وراءه ثروة طائلة من الكتب والموسوعات، في مختلف آفاق الثقافة العربية والإسلامية. وقد كان عضوا عاملا بالمجلس الأعلى للشؤون الإسلامية بالقاهرة، ومن أوائل الأعضاء في نقابة الصحفيين، وقد حصل على جائزة الدولة التقديرية سنة 1960م.لو كان أنور الجندي مطربا أو ممثلا، لامتلأت أنهار الصحف بالحديث عنه، والتنويه بشأنه، والثناء على منجزاته الفن.

## مؤلفاته

### إسلامية
1. آفاق جديدة للدعوة الإسلامية في عالم الغرب 0م0 الرسالة 1984م
2. أسلمة المناهج والعلوم والقضايا والمصطلحات المعاصرة. - موسوعة العلوم الإسلامية 5 كتب (رقم 11)
3. الأريوسية الموحدة طبعة دار الاعتصام 1989م..على طريق الأصالة. (50 رسالة).رقم (6)
4. الأمة الإسلامية وحدتها ووسطيتها ط دار الاعتصام 1988م..على طريق الأصالة. (50 رسالة).رقم (6)
5. الإسلام تاريخ وحضارة 0د0ع1983
6. الإسلام في غزوة جديدة للفكر الإنساني ـ المجلس الأعلى للشئون الإسلامية ـ مصر.
7. الإسلام في معركة التغريب ـ المجلس الأعلى للشئون الإسلامية ـ القاهرة ـ 1964م.
8. الإسلام في مواجهة الفكر الوافد ط دار الاعتصام 1990م..على طريق الأصالة. (50 رسالة).رقم (6)
9. الإسلام في وجه التحديات الوافدة والمؤثرات الأجنبية ط دار الاعتصام 1980م.في دائرة الضوء 50 رسالة (5).
10. الإسلام في وجه التغريب ومخططات التبشير والاستشراق د0ع1983
11. الإسلام والتكنولوجيا
12. الإسلام والتيارات الوافدة ـ الهيئة المصرية العامة للكتاب ـ مصر ـ 1987م.
13. الإسلام والثقافة العربية في مواجهة التغريب..الموسوعة الإسلامية العربية. (25 كتاب) (2)
14. الإسلام والحضارة ـ المكتبة العصرية ـ بيروت ـ بدون تاريخ
15. الإسلام والدعوات الصادقة ـ دار الكتاب اللبناني ـ بيروت ـ 1974م.
16. الإسلام والدعوات الهدامة ـ دار الكتاب اللبناني ـ بيروت ـ 1982م.الموسوعة الإسلامية العربية. (25 كتاب) (2).
17. الإسلام والعالم المعاصر بحث تاريخي حضاري.دار الكتاب اللبناني.ط1973. الإسلامية العربية. (25 كتاب) (2).
18. الإسلام والغرب.معالم التاريخ الإسلامي المعاصر.7 كتب (12)
19. الإسلام والفلسفات المعاصرة.الموسوعة الإسلامية العربية. (25 كتاب) (2)
20. الإسلام وحركة التاريخ ط دار الكتاب اللبناني بيروت.الموسوعة الإسلامية العربية. (25 كتاب) (2)معالم التاريخ الإسلامي المعاصر.7 كتب (12)
21. الإسلام يزحف إلى قواعده. ط دار الطباعة والنشر الإسلامية ذو القعدة 1365هـ 19946م.
22. الإسلامية نظام مجتمع ومنهج حياة ـ د.ع ـ القاهرة ـ 1979م.
23. البهائية من الدعوات الهدامة.في دائرة الضوء 50 رسالة (5).
24. التيارات الوافدة ط دار الصحوة للطباعة والنشر ط1 1414هـ / 1994م.موسوعة رسائل إلى الشباب المسلم (10رسائل) (رقم 3).
25. الحقائق العشرة في بناء منهج الإسلام في المجتمع العالمي المعاصر ط دار الاعتصام 1989م. على طريق الأصالة. (50 رسالة).رقم (6).
26. الخروج من التبعية ط دار الاعتصام 1989م..على طريق الأصالة. (50 رسالة).رقم (6)
27. السنة النبوية ط دار الاعتصام 1979م.على طريق الأصالة الإسلامية. (20رسالة).(4)..
28. الشباب المسلم قضاياه ومشكلاته ط دار الصحوة للطباعة والنشر ط1 1415هـ /1994م.موسوعة رسائل إلى الشباب المسلم (10رسائل) (رقم 3)..
29. الشبهات المطروحة في أفق الفكر الإسلامي ط دار الاعتصام 1979م.في دائرة الضوء 50 رسالة (5).
30. الشبهات والأخطاء الشائعة في الفكر الإسلامي (000000).د0ع1981
31. الشخصية الإسلامية.

### أدبية
1. آفاق جديدة في الأدب.الأنجلو 1978م. موسوعة معالم الأدب العربي المعاصر (7) (10 كتب)
2. أصول الثقافة العربية ـ دار المعرفة ـ القاهرة ـ 1971م.
3. أدب المرأة العربية تطوره وأعلامه. موسوعة معالم الأدب العربي المعاصر (7) (10 كتب)
4. أدب المقاومة والجهاد ط دار الاعتصام 1990م..على طريق الأصالة. (50 رسالة).رقم (6)
5. أصالة الفكر العربي الإسلامي في مواجهة الغزو الثقافي ط دار الصحوة ط/3 1993 م.موسوعة رسائل إلى الشباب المسلم (10رسائل) (رقم 3)..
6. أصول الثقافة العربية ومصادرها الإسلامية ط دار الكتاب اللبناني 1964 م..الموسوعة الإسلامية العربية. (25 كتاب) (2)
7. أضواء على الأدب العربي المعاصر ـ الكاتب العربي للطباعة ـ مصر ـ 1969م. موسوعة معالم الأدب العربي المعاصر (7) (10 كتب)
8. أضواء على الحياء والأدب ـ مطبعة الرسالة ـ القاهرة ـ 1956م.. موسوعة معالم الأدب العربي المعاصر (7) (10 كتب)
9. أضواء على حياة الأدباء المعاصرين ـ د.ع ـ القاهرة ـ 1956م.
10. أضواء على نفسيات الأدباء.
11. أكذوبتان في تاريخ الأدب الحديث ط دار الاعتصام 1979م.على طريق الأصالة الإسلامية. (20رسالة).(4)..
12. الأخطاء الشائعة ط دار الاعتصام 1995م - موسوعة القرن الخامس عشر الهجري11 كتاب (رقم 13).
13. الشبهات والأخطاء الشائعة في الأدب والاجتماع والتاريخ ط دار الاعتصام 1995م.الموسوعة الإسلامية العربية. (25 كتاب) (2).
14. الفصحى لغة القرآن.الموسوعة الإسلامية العربية. (25 كتاب) (2)

### سياسية
1. أخرجوا من بلادنا 19 م.
2. ألف مليون مسلم في مواجهة الأخطار والتحديات. معالم تاريخ الإسلام.(9)7 كتب
3. ألف مليون مسلم على أبواب القرن الخامس عشر الهجري ط دار الاعتصام 1979م.على طريق الأصالة الإسلامية. (20رسالة).(4).
4. أهداف التغريب في العالم الإسلامي ـ الأزهر، الأمانة العامة للجنة العليا للدعوة الإسلامية ـ 1987م.
5. إعادة النظر في كتابات العصريين في ضوء الإسلام ط د.ع 1985م.
6. إعادة النظر في كتابات العصريين في ضوء الإسلام ط دار الاعتصام 1985م - موسوعة القرن الخامس عشر الهجري11 كتاب (رقم 13)
7. استعمار أم استغراب.
8. الإخوان المسلمون في ميزان الحق 1946م (43 كتاب الفكرة الإسلامية).
9. الاستشراق.
10. الاستشراق في دائرة الضوء 50 رسالة (5).
11. الاستعمار والإسلام.
12. الاستعمار والإسلام ط دار الاعتصام 1979م.على طريق الأصالة الإسلامية. (20رسالة).(4)..
13. الاقتصاد الإسلامي والمذاهب الجديدة.
14. التحديات التي واجهت الصحوة ط دار الاعتصام 1989م. على طريق الأصالة. (50 رسالة).رقم (6).
15. الجهاد والفتح.
16. الدرة المغتصبة بعد ثلاثين عاما «فلسطين» ط دار الاعتصام 1979م.على طريق الأصالة الإسلامية. (20رسالة)(4).
17. الروتاري (واجهة جديدة للماسونية) ط دار الاعتصام 1980م.على طريق الأصالة الإسلامية. (20رسالة)(4).
18. الزعامة والحكم في الإسلام.

### تاريخية وتاريخ إسلامي
1. أخطاء في كتابة التاريخ الحديث ط دار الاعتصام 1990م..على طريق الأصالة. (50 رسالة).رقم (6)
2. أخطر قضايا العقدين الأول والثاني من القرن الخامس عشر الهجري ط دار الاعتصام 1989م..على طريق الأصالة. (50 رسالة).رقم (6)
3. أضواء على تاريخ الإسلام ـ مطبعة الرسالة ـ القاهرة.
4. البطولة في تاريخ الإسلام.في دائرة الضوء 50 رسالة (5).
5. الانقطاع الحضاري.في دائرة الضوء 50 رسالة (5).
6. التاريخ في مفهوم الإسلام ط دار الاعتصام 1979م.على طريق الأصالة الإسلامية. (20رسالة).(4)..
7. التبشير الغربي ط دار الاعتصام 1982م.في دائرة الضوء 50 رسالة (5).
8. التبشير والاستشراق والدعوات الهدامة (وأثرهما في الفكر والاجتماع ـ المؤامرة على التاريخ - الدعوات الهدامة).مقدمات العلوم والمناهج (10 كتب) رقم (1)
9. التجربة الغربية في بلاد المسلمين ط دار الاعتصام 1980م.على طريق الأصالة الإسلامية. (20رسالة).(4)..
10. التراث الإسلامي
11. الحضارة الغربية والمجتمع المسلم ط دار الاعتصام 1990م. على طريق الأصالة. (50 رسالة).رقم (6).
12. الحضارة في مفهوم الإسلام ط دار الاعتصام 1979م.على طريق الأصالة الإسلامية. (20رسالة).(4)..
13. الحضارة والعلم والعلوم الاجتماعية (مفاهيم العلوم الاجتماعية ـ الإسلام والحضارة ـ الإسلام والتكنولوجيا).مقدمات العلوم والمناهج (10 كتب) رقم (1)
14. الخلافة الإسلامية في دائرة الضوء 50 رسالة (5).
15. الخلافة والجامعة الإسلامية.

### الأعلام والسير
1. أحمد زكي باشا الملقب بشيخ العروبة حياته، آراؤه، آثاره المؤسسة المصرية العامة للتأليف ـ1963م.
2. أعلام الإسلام وتراجم الأسماء البارزة منذ عصر النبوة إلي اليوم (كتاب) ـ د.ع القاهرة ـ بدون تاريخ.
3. أعلام القرن الرابع عشر الهجري (م 1أعلام الدعوة والفكر)الأنجلو، 1981م
4. أعلام لم ينصفهم جيلهم، الدار القومية، القاهرة، 1963م.
5. أقباس من السيرة العطرة ـ المجلس الأعلى للشئون الإسلامية، 1973م.
6. الأئمة الأربعة مالك[ ؟ ]، والشافعي، وأبو حنيفة[ ؟ ]، وابن حنبل - بمؤسسة دار التعاون للطبع، 1984م.
7. الأعلام الألف ثلاثة أجزاء
8. الحقائق العشر في حياة كامل كيلاني.
9. الرسول الإنسان، وأعلام الإسلام (تراجم الأعلام) ـ دار الأعلام للطبع والنشر ـ 1955م.
10. الرسول الخاتم المثل الأعلى والقدوة الحسنة ط دار الاعتصام 1989م..على طريق الأصالة. (50 رسالة).رقم (6)
11. الزهاوي شاعر الحرية
12. السلطان عبد الحميد صفحة ناصعة من الجهاد والإيمان والتصميم ط دار الاعتصام 1983م. في دائرة الضوء 50 رسالة (5).

### اجتماعية
1. أحاديث إلي الشباب المسلم ط دار الصحوة للطباعة والنشر ط1 1414هـ / 1994م.موسوعة رسائل إلى الشباب المسلم (10رسائل) (رقم 3)
2. أخطاء المنهج الغربي الوافد ط دار الكتاب اللبنانى بيروت الأولى 1974م.ا الموسوعة الإسلامية العربية. (25 كتاب) (2)
3. أخطر ما تواصي به المسلمون على مر الأجيال ط دار الاعتصام 1988م..على طريق الأصالة. (50 رسالة).رقم (6)
4. أضواء على الحياة. موسوعة معالم الأدب العربي المعاصر (7) (10 كتب)
5. اعرضوا أنفسكم على موازين القرآن ط دار الاعتصام 1980م.في دائرة الضوء 50 رسالة (5).
6. الأخطار التي تواجه الأمم.الموسوعة الإسلامية العربية.(25 كتاب) (2) - موسوعة القرن الخامس عشر الهجري11 كتاب (رقم 13)
7. التربية الإسلامية هي الإطار الحقيقي للتعليم ط دار الاعتصام 1979م. على طريق الأصالة. (20رسالة).(4)..
8. التربية والتعليم والثقافة في ضوء الإسلام.الموسوعة الإسلامية العربية. (25 كتاب) (2)
9. التربية وبناء الأجيال في ضوء الإسلام دار الكتاب اللبناني 1975

### فلسفية
1. أخطاء المنهج الغربي الوافد ط دار الكتاب اللبنانى بيروت الأولى 1974م.ا الموسوعة الإسلامية العربية. (25 كتاب) (2)
2. أخطاء الفلسفة المادية ط دار الاعتصام 1979م.في دائرة الضوء 50 رسالة (5).
3. أضواء على الفكر العربي الإسلامي ـ الدار المصرية للتأليف والترجمة ـ القاهرة ـ 1966م.
4. إسلامية الثقافة ط دار الاعتصام 1988م..على طريق الأصالة. (50 رسالة).رقم (6)
5. إطار إسلامي للفكر المعاصر ط المكتب الإسلامي الأولى 1400هـ /1980م - موسوعة القرن الخامس عشر الهجري11 كتاب (رقم 13)
6. إعادة النظر في قضايا الفلسفة المادية ط دار الاعتصام 1990م..على طريق الأصالة. (50 رسالة).رقم (6)
7. ابتعاث الأسطورة «مواجهة جديدة تواجه الفكر الإسلامي» ـ دار الصلاح ـ السعودية ـ 1984م..في دائرة الضوء 50 رسالة (5).
8. التأصيل الإسلامي والخروج من التبعية (خطوط عامه للتصور الإسلامي إزاء الفكر العلماني والوثني والمادي) 1995.موسوعة رسائل إلى الشباب المسلم (10رسائل) (رقم 3).
9. الدعوة الإسلامية في القرن الخامس عشر الهجري ط دار الاعتصام 1979م.على طريق الأصالة الإسلامية. (20رسالة).(4)..
10. الدعوة الإسلامية في عصر الصحوة.دار الفضيلة
11. الدعوة الإسلامية في مواجهة التحديات.دار الاعتصام
12. التغريب: أخطر التحديات في وجه الإسلام ط دار الاعتصام 1979م.في دائرة الضوء 50 رسالة (5).
13. التفسير الإسلامي للفكر البشري، الأيديولوجيات والفلسفات المعاصرة في ضوء الإسلام. دراسة جامعة ـ د.ع ـ
14. التفسير الإسلامي للفكر البشري الإسلام والفلسفات القديمة.دراسة جامعة د.ع
15. الثقافة العربية المعاصرة-مطبعة الرسالة.
16. الجزء الثالث عشر (من موسوعة مقدمات العلوم والمناهج (10 كتب) رقم (1)): التراث الإسلامي حضارة وتاريخ أعلام.لم يطبع
17. الجزء الثاني عشر (من موسوعة مقدمات العلوم والمناهج (10 كتب) رقم (1)): العواصف والأعاصير التي أثيرت في وجه الإسلام. لم يطبع
18. الجزء الحادي عشر (من موسوعة مقدمات العلوم والمناهج (10 كتب) رقم (1)): تقييم الكتابات العصرية في الصحافة والفكر. لم يطبع
19. الجزء الخامس عشر (من موسوعة مقدمات العلوم والمناهج (10 كتب) رقم (1)): العودة إلي المنابع. لم يطبع
20. الجزء الرابع عشر (من موسوعة مقدمات العلوم والمناهج (10 كتب) رقم (1)): أخطر وجوه الاختلاف بين الإسلام والفكر الغربي. لم يطبع
21. الثقافة العربية المعاصرة إسلامية أصولها وانتمائها.دار الكتاب اللبناني ط 1982

### أخرى
1. آيات الله في الآفاق ط دار الاعتصام 1989م..على طريق الأصالة. (50 رسالة).رقم (6).
2. أقدم لك الإسلام. ط دار الاعتصام 1983م.في دائرة الضوء 50 رسالة (5).
3. احتواء العقل المسلم ط دار الاعتصام 1989م..على طريق الأصالة. (50 رسالة).رقم (6)
4. اعتراف عالمي بالقرآن الكريم ط دار الاعتصام 1990م..على طريق الأصالة. (50 رسالة).رقم (6)
5. الأخطاء الشائعة ط دار الاعتصام 1995م - موسوعة القرن الخامس عشر الهجري11 كتاب (رقم 13)
6. الجباه العالية ـ مطبعة الرسالة ـ القاهرة ـ 1958م.
7. الخنجر المسموم الذي طعن به المسلمون ط دار الاعتصام 1979م.في دائرة الضوء 50 رسالة (5).
8. الشخصية العربية في الأدب والتاريخ
9. الشرق الإسلامي بين الاستعمار والحرية.
10. الشرق في فجر اليقظة: صور اجتماعية للعصر من (1871م: 1939م) الأنجلو ـ 1966م. موسوعة معالم الأدب العربي المعاصر (7) (10 كتب)
11. الشريعة الإسلامية في مواجهة الرأسمالية والديمقراطية والماركسية.الموسوعة الإسلامية العربية. (25 كتاب) (2)
12. الشعر العربي المعاصر تطوره وأعلامه. موسوعة معالم الأدب العربي المعاصر (7) (10 كتب)
13. الشعوبية في الأدب العربي الحديث ـ د.ع ـ القاهرة ـ 1977م.. موسوعة معالم الأدب العربي المعاصر (7) (10 كتب)
14. الصحافة السياسية في مصر. موسوعة معالم الأدب العربي المعاصر (7) (10 كتب)
15. الصحافة السياسية في مصر منذ نشأتها إلي الحرب العالمية الثانية.. موسوعة معالم الأدب العربي المعاصر (7) (10 كتب)
16. الصحافة الكاريكاتورية
17. الصحافة والأقلام المسمومة.
18. الصحوة الإسلامية منطلق الأصالة ط دار الاعتصام بدون تاريخ - موسوعة القرن الخامس عشر الهجري11 كتاب (رقم 13)
19. الصراع بين الإسلام والاستعمار
20. الصهيونية والإسلام ط دار الاعتصام 1979م. على طريق الأصالة الإسلامية. (20رسالة).(4)..
21. الضربات التي وجهت للانقضاض على الأمة الإسلامية ـ د.ع ـ القاهرة ـ 1980م.
22. الطريق أمام الدعوة الإسلامية (سلسلة الرسائل الجامعة) ـ د.ع ـ القاهرة ـ 1984م.
23. الطريق إلى الأصالة والخروج من التبعية ط 0دار الصحوة 01985
24. الطريق إلي الأصالة ط دار الاعتصام 1980م.في دائرة الضوء 50 رسالة (5).
25. العالم الإسلامي المعاصر (عالم الإسلام المعاصر ـ العالم الإسلامي والغزو الصهيوني ـ العالم الإسلامي والغزوة الشيوعية).مقدمات العلوم والمناهج (10 كتب) رقم (1)
26. العالم الإسلامي والاستعمار السياسي، والاجتماعي، والثقافي /اللبناني.الموسوعة الإسلامية العربية. (25 كتاب) (2)معالم التاريخ الإسلامي المعاصر7 كتب (12)
27. العالم يرفض واقع الغرب ط دار الاعتصام 1989م. على طريق الأصالة. (50 رسالة).رقم (6).
28. العروبة والإسلام.الموسوعة الإسلامية العربية. (25 كتاب) (2). معالم التاريخ الإسلامي المعاصر7 كتب (12)
29. العودة إلى المنابع (دائرة معارف إسلامية)ط0ع1984
30. العودة إلى منابع الفكر الإسلامي الأصيل 0د0ع
31. الغزو الثقافي مدخل إلي التغريب والشعوبية ط دار الاعتصام 1989م. على طريق الأصالة. (50 رسالة).رقم (6).
32. الفقه الإسلامي ومؤامرة تطوير الشريعة ط دار الاعتصام 1990م على طريق الأصالة. (50 رسالة).رقم (6).
33. الفكر الإسلامي (بناء الفكر الإسلامي وتطوره ـ مخططات غزو الفكر الإسلامي ـ انبعاث الفكر الوثني الهليني والشرقي القديم).مقدمات العلوم والمناهج (10 كتب) رقم (1)
34. الفكر الإسلامي والتحديات التي تواجهه في مطلع القرن الخامس عشر الهجري ط دار الاعتصام 1983م.في دائرة الضوء 50 رسالة (5).
35. الفكر الإسلامي والثقافة العربية المعاصرة في مواجهة تحديات الاستشراق والتبشير والغزو الثقافي. - موسوعة العلوم الإسلامية 5 كتب (رقم 11)
36. الفكر الإسلامي وسموم التغريب والتبعية 0دار الفضيلة 1999م
37. الفكر البشري القديم.في دائرة الضوء 50 رسالة (5).
38. الفكر العربي المعاصر في معركة التغريب والثقافة موسوعة معالم الأدب العربي المعاصر (7) (10 كتب)
39. الفكر الغربي دراسة نقدية ـ دار الشئون الإسلامية ـ الكويت.
40. الفكر والثقافة المعاصرة في شمال إفريقيا ـ الدار القومية للطباعة ـ القاهرة ـ 1965م.
41. الفلسفات القديمة والمعاصرة في ضوء الإسلام.الموسوعة الإسلامية العربية. (25 كتاب) (2).
42. الفلكلور (إحياء التراث الجاهلي والوثني) ط دار الاعتصام 1980م.على طريق الأصالة الإسلامية. (20رسالة).(4)..
43. الفنون والمسرح.في دائرة الضوء 50 رسالة (5).
44. القاديانية خروج على النبوة المحمدية ط دار الاعتصام 1983م.في دائرة الضوء 50 رسالة (5).
45. القانون الوضعي والشريعة الإسلامية ط دار الاعتصام 1988م. على طريق الأصالة. (50 رسالة).رقم (6).
46. القاهرة ترقص على بركان.
47. القرآن دستور الإنسانية.
48. القرن الخامس عشر: قضاياه وتحدياته - موسوعة القرن الخامس عشر الهجري11 كتاب (رقم 13)
49. القرن الخامس عشر الهجري.. التحديات في وجه الدعوة الإسلامية والعالم الإسلامي ـ المكتبة العصرية
50. القصة العربية المعاصرة تطورها وأعلامها. موسوعة معالم الأدب العربي المعاصر (7) (10 كتب)
51. القومية العربية والوحدة الكبرى ـ الدار القومية للطباعة والنشر ـ مصر.
52. القيم الأساسية للفكر الإسلامي والثقافة العربية.الموسوعة الإسلامية العربية. (25 كتاب) (2)
53. الكتب المرفوضة من مفكرى الإسلام ط دار الاعتصام 1990م..على طريق الأصالة. (50 رسالة).رقم (6)
54. اللغة العربية بين حماتها وخصومها ـ مكتبة الأنجلو المصرية ـ القاهرة ـ 1965م موسوعة معالم الأدب العربي المعاصر (7) (10 كتب)
55. اللغة العربية في مواجهة اللغات الأجنبية ط دار الاعتصام 1988م..على طريق الأصالة. (50 رسالة).رقم (6)
56. اللغة والأدب والثقافة (اللغة العربية وقضاياها ـ خصائص الأدب وقضية الشعوبية ـ الثقافة العربية إسلامية أصولها وانتماءها).مقدمات العلوم والمناهج (10 كتب) رقم (1)
57. المؤامرات الصهيونية وفلسطين.
58. المؤامرة على الإسلام. دار الاعتصام 1977م.معالم تاريخ الإسلام.(9)7 كتب
59. المؤامرة على الفصحى لغة القرآن.في دائرة الضوء 50 رسالة (5).
60. المثل الأعلى للشباب المسلم ط دار الصحوة للطباعة والنشر ط1 1414هـ / 1994م.موسوعة رسائل إلى الشباب المسلم (10رسائل) (رقم 3)..
61. المجتمع الإسلامي (نظام الإسلام ـ قضايا المجتمع ـ التربية الإسلامية ومناهج التعليم) 1985م.مقدمات العلوم والمناهج (10 كتب) رقم (1)
62. المجتمع الإسلامي المعاصر في مواجهة رياح السموم ـ القاهرة ـ 1978م.
63. المجتمع الإسلامي بين عهدين.
64. المخططات الاستشراقية في تغريب الفكر الإسلامي.الموسوعة الإسلامية العربية. (25 كتاب) (2)
65. المخططات التلمودية والصهيونية في غزو الفكر الإسلامي. معالم تاريخ الإسلام.(9)7 كتب
66. المد الإسلامي في مطالع القرن الخامس عشر ط دار الاعتصام - موسوعة القرن الخامس عشر الهجري11 كتاب (رقم 13)
67. المدرسة الإسلامية على طريق الله ومنهج القرآن ـ د.ع ـ القاهرة ـ 1984م.
68. المرأة والبيت الإسلامي.
69. المرأة والحب في حياة كتابنا المعاصرين ـ دار الإعلام للطبع والنشر ـ القاهرة. موسوعة معالم الأدب العربي المعاصر (7) (10 كتب)
70. المساجلات والمعارك الأدبية في مجال الفكر والتاريخ والحضارة ـ دار المعرفة ـ القاهرة ـ 1971م. موسوعة معالم الأدب العربي المعاصر (7) (10 كتب)
71. المسلمون بين امتلاك إرادتهم والسيطرة الأجنبية ط دار الاعتصام 1989م. على طريق الأصالة. (50 رسالة).رقم (6).
72. المسلمون في فجر القرن الوليد.في دائرة الضوء 50 رسالة (5).
73. المسلمون والقصة الغربية ط دار الاعتصام 1990م. على طريق الأصالة. (50 رسالة).رقم (6).
74. المعارك الأدبية. موسوعة معالم الأدب العربي المعاصر (7) (10 كتب)
75. المعاصرة في إطار الأصالة ـ دار الصحوة ـ القاهرة ـ 1987م.
76. المنهج الغربي أخطاؤه والشبهات المثارة (أخطاء المنهج الغربي _ الأصالة في التعليم والشريعة واللغة ـ الفلسفات القديمة).مقدمات العلوم والمناهج (10 كتب) رقم (1).
77. الموسوعات العالمية والمراجع الكبرى وأخطائها ط دار الاعتصام 1989م. على طريق الأصالة. (50 رسالة).رقم (6).
78. النثر العربي تطوره وأعلامه. موسوعة معالم الأدب العربي المعاصر (7) (10 كتب)
79. النيل لا يتجزأ.
80. الوجه الآخر لطه حسين.في دائرة الضوء 50 رسالة (5).
81. الوحدة الإسلامية ضرورتها والوسائل العلمية لتحقيقها.دار الصحوة/ 1994م.موسوعة رسائل إلى الشباب المسلم (10رسائل) (رقم 3)..
82. الوحدة الإسلامية وعودة الخلافة.معالم التاريخ الإسلامي المعاصر.7 كتب (12)
83. اليقظة الإسلامية في مواجهة الاستعمار (منذ ظهورها إلى أوائل الحرب العالمية الأولى)
84. اليقظة الإسلامية في مواجهة التغريب.د0ع 1991
85. انهيار الحضارة الغربية ط 1946م ط دار الطباعة والنشر الإسلامية. ذوالقعدة 1365هـ.
86. بطاقات إسلامية ـ دار الصحوة ـ القاهرة ـ 1987م.
87. بطاقة إسلامية ط دار الاعتصام 1980م.على طريق الأصالة الإسلامية. (20رسالة).(4)..
88. بعث التراث الزائف ط دار الاعتصام 1989م.على طريق الأصالة. (50 رسالة).رقم (6).
89. بعث الفكرة الإسلامية
90. بلا أمل (قصة طويلة)
91. بلادي.
92. بماذا انتصر المسلمون ـ د.ع ـ القاهرة ـ 1981م.
93. بناء منهج جديد للتعليم والثقافة على قاعدة الأصالة ط دار الاعتصام 1983م.في دائرة الضوء 50 رسالة (5).
94. بين الوطنية والسياسية.
95. بين لاظوغلي وقصر الدوبارة.
96. تأصيل القيم والمفاهيم ط دار الاعتصام 1988م. على طريق الأصالة. (50 رسالة).رقم (6).
97. تأصيل مناهج العلوم والدراسات الإنسانية بالعودة إلى منابع الفكر الإسلامي الأصيل ـ المكتبة العصرية
98. تاريخ الأحزاب والوزارات والبرلمانات والدستور والزعماء.
99. تاريخ الإسلام (من فجر الإسلام إلي العصر الحديث ـ عالم الإسلام وعالم الغرب_ من الوحدة الإسلامية إلي الترك والعرب).مقدمات العلوم والمناهج (10 كتب) رقم (1)
100. تاريخ الإسلام في مواجهة التحديات. معالم تاريخ الإسلام.(9)7 كتب
101. تاريخ الإسلام منذ فجره إلي اليوم ـ دار الأنصار ـ القاهرة ـ 1979م ز
102. تاريخ الدعوة الإسلامية في مرحلة الحصار من حركة الجيش إلي كامب ديفد ـ د.ع - القافلة ـ 1988م.
103. تاريخ الصحافة الإسلامية الجزء الأول ويتحدث فيه عن مجلة المنار.
104. تاريخ الصحافة الإسلامية الجزء الثالث (عن صحف الأخوان المسلمين) لم يطبع.
105. تاريخ الصحافة الإسلامية الجزء الثاني ويتحدث فيه عن مجلة الفتح.
106. تاريخ الغزو الفكري والتغريب خلال مرحلة ما بين الحربين العالميتين 1920 : 1940م. - موسوعة العلوم الإسلامية 5 كتب (رقم 11)
107. تاريخ اليقظة الإسلامية في مراحلها الثلاث (اليقظة الإسلامية والاستعمار- اليقظة والتغريب والشيوعية) مقدمات العلوم والمناهج (10 كتب) رقم (1)
108. تجاوزات العلوم الاجتماعية والإنسانية لمفهوم الفطرة والعلم ط دار الاعتصام 1989م. على طريق الأصالة. (50 رسالة).رقم (6).
109. تحديات الاستعمار
110. تحديات في وجه المجتمع الإسلامي ط دار الاعتصام 1980م.في دائرة الضوء 50 رسالة (5).
111. تحفظات على معالم النفس والأخلاق ط دار الاعتصام 1989م. على طريق الأصالة. (50 رسالة).رقم (6).
112. تحفظات على مناهج التعليم والتربية الوافدة ط دار الاعتصام 1988م. على طريق الأصالة. (50 رسالة).رقم (6).
113. تحول الدراسات التاريخية من الإقليمية إلي الإسلامية ط دار الاعتصام 1990م. على طريق الأصالة. (50 رسالة).رقم (6).
114. تراجع الفكر المادي الإسلام يتألق من جديد محررا البشرية من العبودية دار الهداية.1999
115. تراجم الأعلام المعاصرين في العالم الإسلامي ـ مكتبة الأنجلو المصرية ـ القاهرة ـ 1970م.
116. ترشيد الفكر الإسلامي (الرسائل الجامعة) ـ د.ع.
117. تصحيح أكبر خطأ في تاريخ الإسلام الحديث ط دار الاعتصام 1979م.في دائرة الضوء 50 رسالة (5).
118. تصحيح أكبر خطأ في تاريخ الإسلام الحديث السلطان عبد الحميد والخلافة الإسلامية ـ دار بن زيدون
119. تصحيح المفاهيم الإسلامية.في دائرة الضوء 50 رسالة (5).
120. تصحيح المفاهيم في ضوء الكتاب والسنة ط دار الاعتصام 1983م - موسوعة القرن الخامس عشر الهجري11 كتاب (رقم 13)
121. تطور الترجمة. موسوعة معالم الأدب العربي المعاصر (7) (10 كتب)
122. تطور الصحافة العربية بين الحربين 1919 : 1939م في العالم العربي.. موسوعة معالم الأدب العربي المعاصر (7) (10 كتب)
123. تطور الصحافة العربية في مصر (إطار لملامح المجتمع وصورة العصر).. موسوعة معالم الأدب العربي المعاصر (7) (10 كتب)
124. تطور الصحافة في العالم العربي بين الحرب العالمية الثانية إلي اليوم.. موسوعة معالم الأدب العربي المعاصر (7) (10 كتب)
125. تقويم ما قدمه جيل الرواد وقراءة جديدة لكتابات الشوامخ ط دار الاعتصام 1989م. على طريق الأصالة. (50 رسالة).رقم (6).
126. تميز الأدب الإسلامي وأصالته ط دار الاعتصام 1988م.على طريق الأصالة. (50 رسالة).رقم (6).
127. جرجي زيدان منشئ الهلال[ ؟ ] ـ مكتبة الأنجلو المصرية ـ القاهرة ـ 1958م.
128. جمال عبد الناصر وكفاح الشعب ـ شركة النيل للنشر والتوزيع ـ القاهرة ـ 1956م.
129. جولات في الأدب، والفن، والحياة ـ دار الأعلام للطبع والنشر ـ القاهرة ـ 1965م.. موسوعة معالم الأدب العربي المعاصر (7) (10 كتب)
130. جوهر الإسلام ـ المجلس الأعلى للشئون الإسلامية ـ القاهرة ـ 1969م
131. جيل العمالقة والقمم الشوامخ في ضوء الإسلام ـ د.ع ـ القاهرة ـ 1985م.
132. حتى لا تضيع الهوية الإسلامية والانتماء القرآني (الرسائل الجامعة) ـ د.ع ـ القاهرة ـ 1984م.
133. حرب ضارية على التراث والتاريخ الإسلامي ط دار الاعتصام 1989م.على طريق الأصالة. (50 رسالة).رقم (6).
134. حركة الترجمة ط دار الاعتصام 1983م.في دائرة الضوء 50 رسالة (5).
135. حركة اليقظة الإسلامية في مواجهة الاستعمار والتغريب والشعوبية....معالم تاريخ الإسلام.(9)7 كتب.
136. حركة اليقظة الإسلامية في مواجهة النفوذ الغربي والصهيونية والشيوعية 0د0ع 1979
137. حركة تحرير المرأة في ميزان الإسلام (خلفية قاسم أمين وحقيقة هدى شعراوي) الاعتصام 1980م.على طريق الأصالة الإسلامية. (20رسالة).(4)..
138. حسن البنا الداعية الإمام والمجدد الشهيد (1324هـ /1368هـ) ـ دار القلم ـ بيروت.
139. حسن البنا الرجل القرآني
140. حضارة استعمار وتغريب.
141. حضارة الإسلام تشرق من جديد ط دار الاعتصام 1980م.على طريق الأصالة الإسلامية. (20رسالة).(4)..
142. حضارة التوحيد وحضارة الوثنية.الموسوعة الإسلامية العربية. (25 كتاب) (2)
143. حقائق عن الغزو الفكري للإسلام.في دائرة الضوء 50 رسالة (5).
144. حقائق مضيئة في وجه شبهات مثارة ـ دار الصحوة ـ القاهرة ـ 1989م.
145. خريطة الإسلام المعاصر. معالم التاريخ الإسلامي المعاصر.7 كتب (12)
146. خصائص الأدب العربي.الموسوعة الإسلامية العربية. (25 كتاب) (2).
147. خلفيات عمر الخيام وقضية الرباعيات ط دار الاعتصام 1980م.على طريق الأصالة الإسلامية. (20رسالة).(4)..
148. دراسات إسلامية معاصرة 0المكتبة العصرية 1982م
149. دسائس الاستعمار في الشرق.
150. دورنا الجديد في الحضارة الإنسانية ـ الدار القومية للطباعة والنشر ـ مصر.
151. رجال اختلف فيهم الرأي ـ الأنصار القاهرة
152. رسالة المسلم.في دائرة الضوء 50 رسالة (5).
153. رهبان الليل وفرسان النهار.
154. روحانية الدعوة (عقيدة وعبادة).
155. رياح السموم ط دار الاعتصام 1989م..على طريق الأصالة. (50 رسالة).رقم (6)
156. زعماء الاحتلال بين الأحزاب والحكم.
157. زكي مبارك؛ دراسة تحليلية لحياته وأدبه ـ الدار القومية للطباعة النشر ـ القاهرة.
158. زيف ما يسمي بالحضارة اليهودية ط دار الاعتصام 1990م. على طريق الأصالة. (50 رسالة).رقم (6).
159. سقوط الأيدلوجيات وكيف يملأ الإسلام الفراغ. سلسلة دعوة الحق (ع0 139)- 1414هـ
160. سقوط العلمانية ط دار الكتاب اللبنانى بيروت 1993 هـ / 1973م الأولى.الموسوعة الإسلامية العربية. (25 كتاب) (2)
161. سقوط النظرية المادية ط دار الاعتصام 1989م. على طريق الأصالة. (50 رسالة).رقم (6).
162. سقوط نظرية دارون.في دائرة الضوء 50 رسالة (5).
163. سموم الاستشراق والمستشرقين ـ مكتبة التراث الإسلامي ـ القاهرة ـ 1985م.
164. شبهات التغريب في غزو الفكر الإسلامي - المكتب الإسلامي 1978م
165. شخصيات اختلف فيها الرأي ـ د.ع ـ القاهرة ـ 1985م.
166. شهادة العصر والتاريخ.خمسون عاما على الطريق الدعوة الإسلامية ـ دار المنارة السعودية ـ 1993م.
167. صحائف العزة وأيام المحنة في تاريخ الإسلام.
168. صفحات مجهولة من الأدب العربي المعاصر ـ مكتبة الأنجلو المصرية ـ القاهرة ـ 1979م. موسوعة معالم الأدب العربي المعاصر (7) (10 كتب)
169. صفحات مضيئة من تراث الإسلام ـ د.ع ـ القاهرة ـ 1987م.
170. صفحات من أمجادنا ـ المجلس الأعلى للشئون الإسلامية ـ القاهرة ـ 1965م.
171. طابع الإسلام بين الأديان والأيديولوجيات (عطاء الإسلام للبشرية ـ العلمانية في ضوء الإسلام ـ والأيديولوجيات المعاصرة)مقدمات العلوم والمناهج (10 كتب) رقم (1)
172. طه حسين حياته وفكره في ميزان الإسلام
173. عالمية الإسلام.د.ع 1987
174. عالمية الدعوة الإسلامية ط دار الاعتصام 1990م.على طريق الأصالة. (50 رسالة).رقم (6).
175. عبد العزيز الثعالبي رائد الحرية والنهضة الإسلامية 1879 : 1944م ـ دار الغرب الإسلامي ـ
176. عبد العزيز جاويش من رواد التربية والصحافة والاجتماع ـ المؤسسة المصرية العامة للتأليف بدون تاريخ
177. عطاء الإسلام الحضاري- رابطة العالم الإسلامي (ع163)1416هـ
178. عقبات في طريق النهضة مراجعة لتاريخ مصر الإسلامية منذ الحملة الفرنسية إلي النكسة ـ د.ع ـ
179. عقيدة الكاتب المسلم ط دار الاعتصام 1983م.في دائرة الضوء 50 رسالة (5).
180. عقيدتنا توحيد وبناء - المجلس الأعلى للشئون الإسلامية (ع203)1978م
181. على الفكر الإسلامي أن يتحرر من سارتر، وفرويد، ودوركايم ط دار الاعتصام 1979م.في دائرة الضوء 50 رسالة (5).
182. على المحجة البيضاء ط دار الاعتصام 1989م.على طريق الأصالة. (50 رسالة).رقم (6).
183. على طريق الأصالة
184. عيون التراث وذخائر التاريخ ط دار الصحوة للطباعة والنشر ط1 1415هـ / 1995م.موسوعة رسائل إلى الشباب المسلم (10رسائل) (رقم 3)..
185. فساد نظام الربا في الاقتصاد العالمي ط دار الاعتصام 1979م.على طريق الأصالة الإسلامية. (20رسالة).(4)..
186. فساد نظرية الجنس السامي واللغة السامية.في دائرة الضوء 50 رسالة (5).
187. فضائح الأحزاب والسياسة.
188. في دائرة الضوء. ط دار الاعتصام 1988م. على طريق الأصالة. (50 رسالة).رقم (6).
189. في سبيل إعادة كتابة تاريخ الإسلام ط دار الاعتصام 1979م.في دائرة الضوء 50 رسالة (5).
190. في مواجهة الفراغ الفكري والنفسي للشباب ط دار الاعتصام 1979م.في دائرة الضوء 50 رسالة (5).
191. في مواجهة ركام الفكر المطروح على الساحة اليوم ط دار الاعتصام 1989م. على طريق الأصالة. (50 رسالة).رقم (6).
192. قائد الدعوة ومجدد الفكرة.
193. قراء إسلامية لتاريخنا الحديث.د 0ع 1991م
194. قضايا الأقطار الإسلامية ط مكتبة مصر 1365هـ مايو 1946م.
195. قضايا التراث الإسلامي ط دار الاعتصام 1990م. على طريق الأصالة. (50 رسالة).رقم (6).
196. قضايا الشباب.في دائرة الضوء 50 رسالة (5).
197. قضايا العصر في ضوء الإسلام - مجمع البحوث الإسلامية 1971م
198. قضايا العصر ومشكلات الفكر تحت ضوء الإسلام -مؤسسة الرسالة ـ بيروت ـ1981م.
199. قضايا مثارة تحت ضوء الإسلام ـ د.ع ـ القاهرة ـ 1984م.
200. قضية وادي النيل.
201. قواعد البناء للدعوة الإسلامية.
202. كامل الكيلاني في مرآة التاريخ
203. كسر طوق الحصار عن الإسلام. د 0ع 1998م
204. كفاح الذبيحين فلسطين والمغرب ط 1946م ط دار الطباعة والنشر رجب 1365هـ يونيو 1946م
205. كلمات خالدة
206. كلمات خالدة من ذخائر تراثنا العربية - سلسلة كتب ثقافية 1961م
207. كمال أتاتورك وإسقاط الإسلام.في دائرة الضوء 50 رسالة (5).
208. كيف تتحرر مصر.
209. كيف يحتفظ المسلمون بالذاتية الإسلامية في مواجهة أخطار الأمم ـ د.ع ـ القاهرة ـ 1984م.
210. كيف يحطم المسلمون قيد التبعية والحصار ـ مؤسسة الكتب الثقافية ـ بيروت ـ 1985م.
211. لا حزبية بعد اليوم.
212. لن نقبل مفهوم الغرب للفن والحضارة ط دار الاعتصام 1989م.على طريق الأصالة. (50 رسالة).رقم (6).
213. ليظهره على الدين كله ـ دار الأنصار ـ القاهرة ـ 1980م.
214. مؤامرة تحديد النسل وأسطورة الانفجار السكاني ط دار الاعتصام 1983م.في دائرة الضوء 50 رسالة (5).
215. مؤلفات في الميزان منار الإسلام
216. ما يختلف فيه الإسلام عن الفكر الغربي الماركسي سلسلة دعوة الحق (ع52)1986م
217. ماذا حققت حركة اليقظة في القرن الرابع عشر الهجري ط دار الاعتصام 1990م.على طريق الأصالة. (50 رسالة).رقم (6).
218. ماذا يقرأ الشباب المسلم ط دار الاعتصام 1978م.في دائرة الضوء 50 رسالة (5).
219. مجتمعنا والبيت الإسلامي.
220. محاذير وأخطار في وجه إحياء التراث والترجمة.في دائرة الضوء 50 رسالة (5).
221. محاذير وتحفظات على طريق الصحوة الإسلامية ط دار الاعتصام 1989م.على طريق الأصالة. (50 رسالة).رقم (6).
222. محاضرات الأدباء ومحاورات الشعراء والبلغاء وزارة الثقافة المصرية
223. محاكمة فكر طه حسين
224. محاولات التغريب في فصل أدبنا المعاصر عن أصوله الإسلامية ط دار الاعتصام 1989م. على طريق الأصالة. (50 رسالة).رقم (6).
225. محمد الرسول (صلى الله عليه وسلم) دراسة تحليلية لشخصية محمد (صلى الله عليه وسلم) وحياته ج1 الدار القومية
226. محمد فريد وجدي رائد التوفيق بين العلم والدين (كتاب) ـ الهيئة المصرية للكتاب ـ مصر ـ 1974م
227. مخططات الاستشراق في تغريب الفكر الإسلامي.ا.الموسوعة الإسلامية العربية. (25 كتاب) (2)
228. مخططات التبشير الغربي في غزو الفكر الإسلامي..الموسوعة الإسلامية العربية. (25 كتاب) (2)
229. مدخل إلي القرآن الكريم ـ د.ع ـ القاهرة ـ 1991م.
230. مذكرات مسلم.
231. مسئوليتنا إزاء أزمة البشرية المعاصرة ط دار الاعتصام 1989م. على طريق الأصالة. (50 رسالة).رقم (6).
232. مسئوليتنا تجاه الغرب في تبليغ إسلام القرآن والسنة ط دار الاعتصام 1989م.على طريق الأصالة. (50 رسالة).رقم (6).
233. مستقبل الإسلام بعد سقوط الشيوعية سلسلة دعوة الحق 1990
234. مشكلات العصر وقضايا الفكر ط - موسوعة القرن الخامس عشر الهجري11 كتاب (رقم 13)
235. مشكلات الفكر المعاصر في ضوء الإسلام ـ مجمع البحوث الإسلامية ـ ثانية ـ القاهرة ـ 1996م.
236. مصابيح العصر والتراث د.ع
237. مصححو المفاهيم: الغزالي، ابن تيمية، ابن حزم، ابن خلدون ط دار الاعتصام 1980م.في دائرة الضوء 50 رسالة (5).
238. مصحف وسيف.
239. مصر العربية الإسلامية.معالم التاريخ الإسلامي المعاصر.7 كتب (12)
240. مع بعثة الحج.
241. معالم الأدب العربي المعاصر دار النشر للجامعيين. موسوعة معالم الأدب العربي المعاصر (7) (10 كتب)
242. معالم الأدب العربي المعاصر في النقد والفنون المختلفة. موسوعة معالم الأدب العربي المعاصر (7) (10 كتب)
243. معالم التاريخ الإسلامي المعاصر من خلال ثلاثمائة وثيقة سياسية ط دار الاعتصام 1981م - موسوعة القرن الخامس عشر الهجري11 كتاب (رقم 13)
244. معالم الفكر العربي.الموسوعة الإسلامية العربية. (25 كتاب) (2)
245. معالم تاريخ الإسلام المعاصر. - موسوعة العلوم الإسلامية 5 كتب (رقم 11)
246. معركة المقاومة العربية ـ مطبعة التحريز ـ القاهرة ـ 1961م.
247. معلمة الإسلام جزآن.
248. مفاهيم العلوم الاجتماعية والنفس والأخلاق في ضوء الإسلام (الرد على فرويد وماركس ودوركايم)ط الهيئة المصرية 1974م
249. مفاهيم النفس والأخلاق والاجتماع في ضوء الإسلام..الموسوعة الإسلامية العربية.(25 كتاب) (2).
250. مفاهيم النفس والأخلاق والاجتماع في ضوء الإسلام.في دائرة الضوء 50 رسالة (5).
251. 10) رسائل إلى الشباب المسلم رقم (10)...........
252. مفكرون وأدباء من خلال آثارهم ـ دار الإرشاد ـ بدون تاريخ.
253. مفهوم القومية الوافد، سقطت نظرية ساطع الحصرى ط دار الاعتصام 1980م.على طريق الأصالة الإسلامية. (20رسالة).(4)..
254. مقدمات المناهج. معالم تاريخ الإسلام.(9)7 كتب
255. من أعلام الحرية في العالم العربي الحديث
256. من أعلام الإسلام، الدار القومية
257. من أعلام الفكر والأدب ـ الدار القومية للطباعة والنشر ـ القاهرة ـ 1964م.
258. من التبعية إلى الأصالة في مجال التعليم والقانون واللغة. معالم تاريخ الإسلام.(9)7 كتب
259. من اليقظة إلي الصحوة خلال المرحلة من 1933 : 1988م. - موسوعة العلوم الإسلامية 5 كتب (رقم 11)
260. من سقوط الخلافة إلي مولد الصحوة.ط بيت الحكمة للنشر والتوزيع بالقاهرة بدون تاريخ الأجزاء من : (1الى 4).
261. من طفولة البشرية إلي رشد الإنسانية ـ د.ع ـ القاهرة 1978م.في دائرة الضوء 50 رسالة (5).
262. من منابع الفكر الإسلامي.. ط المجلس الأعلى للشئون الإسلامية
263. مناهج الحكم والقيادة في الإسلام ـ المكتبة ـ صيدا ـ بيروت ـ 1982م.
264. منهج الإسلام في بناء العقيدة والشخصية -هدية مجلة الأزهر 1394هـ
265. مواقف تاريخية حاسمة من حضارة التوحيد ط دار الصحوة للطباعة والنشر ط1 1994م.موسوعة رسائل إلى الشباب المسلم (10رسائل) (رقم 3)..
266. موقف الإسلام من العلم والفلسفة الغربية.في دائرة الضوء 50 رسالة (5).
267. نجم الإسلام ما زال يصعد : محاولة لدراسة حركة الإسلام العالمية خلال القرن 15 هـ الفضيلة 1998م
268. نحن أمام ثورة علمية جديدة ط دار الاعتصام 1990م..على طريق الأصالة. (50 رسالة).رقم (6)
269. نحن العرب ـ الدار القومية للطباعة والنشر ـ القاهرة ـ 1960م.
270. نحو بناء منهج البدائل الإسلامية للنظريات والمفاهيم الغربية الوافدة المطروحة في مناهج التربية الثقافة والعلوم.ط الاعتصام 1989م
271. نظريات وافدة كشفها الفكر الإسلامي ط دار الاعتصام 1979م.في دائرة الضوء 50 رسالة (5).
272. نظرية السامية مؤامرة على الحنيفية الإبراهيمية ط دار الاعتصام 1982م.في دائرة الضوء 50 رسالة (5).
273. نوابغ الإسلام ط دار الاعتصام 1983م - موسوعة القرن الخامس عشر الهجري11 كتاب (رقم 13)
274. هذا هو جمال من بني مر إلي الجمهورية العربية المتحدة ـ مكتبة المعارف ـ بيروت 1960م.
275. هزيمة الاستشراق في ملتقى الإسلام ط دار الاعتصام 1982م.في دائرة الضوء 50 رسالة (5).
276. هزيمة الشيوعية في عالم الإسلام.د.ع 1983م
277. هل غير الدكتور طه حسين آراءه في سنواته الأخيرة.في دائرة الضوء 50 رسالة (5).
278. وحدة الفكر الإسلامي ط دار الاعتصام 1979م.في دائرة الضوء 50 رسالة (5).
279. وحدة الفكر الإسلامي مقدمة للوحدة الإسلامية الكبرى ـ د.ع ـ القاهرة ـ 1979م.
280. وذكرهم بأيام الله
281. يقظة الإسلام في تركيا ط دار الاعتصام 1979م.على طريق الأصالة الإسلامية. (20رسالة).(4)..
282. يقظة الفكر العربي (حركة اليقظة في مواجهة التغريب في مرحلة ما بين الحربين)
283. يقظة الفكر العربي في مواجهة الاستعمار.الموسوعة الإسلامية العربية. (25 كتاب) (2)
284. يوم من حياة الرسول، صلى الله عليه وسلم، ـ د.ع ـ القاهرة ـ 1980م.

## وصلات خارجية
- الموقع الخاص لأنور الجندي
- صفحة أنور الجندي علي ببلو إسلام دوت نت
- تسجيل صوتي لأنور الجندي
- ملخص عن كتبه
- صفحته على موقع Goodreads
- كتب لأنور الجندي يمكن شرائها عبر الويب كتب أنور الجندي
- أنور الجندي.. رجل بكته الأرض والسماء, الشبكة الدعوية
- حديث نادر بين أنور الجندي ود. محمد محمد حسين، إخوان أون لاين، 9 ديسمبر 2008م
- المفكر الإسلامي والمؤلف الموسوعي الأستاذ الكبير أنور الجندي (1337 1422ه- 1917 2002م)[وصلة مكسورة]، المستشار عبد الله العقيل، مجلة المجتمع، 11 مارس 2006م